# 孤枝衣目
孤枝衣目（学名：Eremithallales）是座囊菌纲下的一个目。

## 下属分类
本目包括以下科：
- Eremithallaceae
- 黑斑衣科 Melaspileaceae

科的地位未定的属：
- Melanographa Müll.Arg.